# Нина (певачица)
Нина (Варна, 3. септембар 1979) бугарска је поп-фолк певачица.

## Дискографија

### Албуми
- (2000)

### Спотови
| Спот | Година | Режисер         |
| ---- | ------ | --------------- |
|      | 2000   |                 |
|      | 2000   | Стилијан Иванов |
|      | 2000   | Стефан Савов    |
|      | 2000   |                 |
|      | 2000   |                 |